# 羅素·馬瑟森
羅素·馬瑟森（Russell Matheson，1958年12月16日—）是一位澳洲政治人物，他的黨籍是澳洲自由黨。自2010年開始，他是麥克亞瑟選區選出的澳大利亞眾議院的議員。在踏入政壇之前，他曾是一名警察。